# Consell Nacional de Nigèria i els Cameruns
El Consell Nacional de Nigèria i els Cameruns (NCNC) fou un partit polític nigerià de 1944 a 1966, durant el període que va portar a la independència i immediatament després de la independència. El seu emblema era un gall.

## Fundació
El Consell Nacional de Nigèria i els Cameruns va ser format el 1944 per Nnamdi Azikiwe i Herbert Macaulay. Herbert Macaulay fou el seu primer president, mentre Azikiwe era el seu primer secretari. 	
El NCNC va ser fet d'una llista força llarga de partits nacionalistes, associacions culturals, i moviments sindicals que es van unir per formar el NCNC. El partit aleshores fou el segon que va fer un esforç concertat per crear un partit nacionalista. Va abraçar conjunts diferents de grups des de religiosos a tribals o de comerciants, amb excepció d'uns quants com el Egbe Omo Oduduwa i la Unió Nigeriana de Mestres. Nnamdi Azikiwe esdevenia el seu segon president i M.Jo. Okpara, el tercer president, quan Azikiwe va competir per esdevenir el primer indígena president de Nigèria. El partit és considerat el tercer partit polític prominent que es va formar a Nigèria sobre la base d'un partit de Lagos, el Partit Democràtic Nacional Nigerià i el Moviment de la Joventut Nigeriana del Professor Eyo Ita qui esdevingué l'Adjunt del President Nacional del NCNC abans que va deixar el partit per formar el seu partit polític propi que va anomenar el Partit de la Independència Nacional.

## Pre-Independència
La primera prova del partit van ser les eleccions de 1951. El partit va guanyar la majoria a l'Assemblea de la Regió Oriental però esdevenia l'oposició en la regió occidental amb Azikiwe com el dirigent d'oposició en representació de Lagos. Tot i que el Grup d'Acció (AG) va guanyar una pluralitat dels vots en l'elecció, les seves perspectives eren incertes, ja que el NCNC podria haver-se assegurat una majoria si hagués estat capaç de persuadir el tercer partit, el qual era un partit local d'Ibadan que havia estat vist pel NCNC com el seu aliat potencial; però no va ser capaç d'aconseguir-ho i l'AG va formar govern entre acusacions de creuar la línia per Azikiwe i el seu NCNC. Aquest esdeveniment és encara vist per alguns historiògrafs com el començament de política ètnica a Nigèria. Azikiwe més tard va esdevenir el Primer ministre de la Regió Oriental, Nigèria el 1954.
Durant una conferència nacional el 1954, el partit es va oposar a la petició d'incloure el dret de secessió – un fet que fou més tard explotat pel Nord i l'Oest per negar a l'Est el dret de secessió en la Guerra Civil Nigeriana. Va argumentar que el país no era una lliga de nacions unides a la força i seria ruinòs incloure tal dret. Les polítiques del partit estaven determinades per l'auto-govern i el nacionalisme. Els objectius principals del partit en campanyes subsegüents a casa i a l'estranger eren els següents.
- L'extensió del principis democràtics i l'interès dels pobles de Nigèria i del Camerún sota mandat britànic.
- Educació política als nigerians per tal de preparar-los per l'auto-govern.
- La provisió de medis d'expressió per membres del NCNC a través dels quals assegurar per Nigèria i els Cameruns, llibertat política, igualtat social, tolerància religiosa i activitat econòmica.[1]

Membres executius del novembre 1957 a l'agost de 1958:
- Nnamdi Azikiwe, President i President Nacional del Senat (Igbo, Metodista)
- J. O. Fadahunsi, Primer Vicepresident Nacional (ioruba, protestant)
- Eyo Ita, Primer President Adjunt Nacional (Ibibio-Efik, Primer Professor nigerià)
- Raymond Njoku, Segon Vicepresident Nacional (Ibo, Catòlic)
- F. S. McEwen, Secretari Nacional (caribeny, protestant)
- Festus Okotie-Eboh, Tresorer Nacional, Ministre Federal de Finances (Warri, protestant)
- A. K. Blankson, Auditor Nacional (Ghanès, protestant)
- Dennis Osadebay, Assessor Legal Nacional (Igbo, protestant)
- T. O. S. Benson, Secretari Nacional Financer, Ministre Federal d'Informació (Ioruba, protestant)

## Post-independència
Després de la independència de Nigèria, Azikiwe fou Governador-General (1960-1963) i President (1963-1966). El 1966, un cop militar va acabar amb el mandat d'Azikiwe com a president, i el NCNC fou dissolt en els actes següents.
El NCNC va ser acusat pel seu adversaris de mirar massa pels interessos dels igbos. Per finals dels anys 1940, el romanent del Moviment de la Joventut Nigeriana, ara eficaçment una organització de la Nigèria Occidental, havia decidit donar suport al Grup d'Acció que acusava al NCNC d'imperialisme ètnic. Tanmateix, l'oposició occidental necessitava, per tàctica, aixecar els sentiments locals,, ja que la seva base era formada per elits locals que depenien poc del sentiment nacionalista sinó en l'activitat econòmica i política local en les seves diverses ciutats i pobles. Durant la guerra de Biafra, Azikiwe va esdevenir un portaveu per la república i un assessor del seu dirigent, Chukwuemeka Odumegwu Ojukwu, abans de canviar i sotmetre's a Nigèria i apel·lar públicament a Ojukwu per acabar la guerra. Azikiwe va esdevenir president del Partit dels Pobles Nigerians el 1978, competint sense èxit per la presidència el 1979 i altre cop el 1983.